# Coupe du monde de ski alpin 1967
Navigation
Édition suivante
La coupe du monde de ski alpin 1967, première édition, commence le 5 janvier 1967 avec le slalom hommes de Berchtesgaden et se termine le 26 mars 1967 avec les slaloms hommes et femmes de Jackson Hole. Les hommes disputent 17 épreuves : 5 descentes, 5 géants et 7 slaloms. Les femmes disputent 17 épreuves : 4 descentes, 6 géants et 7 slaloms. Cette première édition est remportée par le français Jean-Claude Killy et par l'Américaine Nancy Greene, qui gagneront également la suivante. 
Au cours de la saison 1967, il n'y a ni Jeux olympiques ni championnats du monde.

## Tableau d'honneur
| Catégorie | Messieurs         | Dames                           |
| --------- | ----------------- | ------------------------------- |
| Général   | Jean-Claude Killy | Nancy Greene                    |
| Descente  | Jean-Claude Killy | Marielle Goitschel              |
| Géant     | Jean-Claude Killy | Nancy Greene                    |
| Slalom    | Jean-Claude Killy | Marielle Goitschel Annie Famose |

La Coupe du monde de ski alpin 1967 est la première de l'histoire.
Jean-Claude Killy confirme qu'il est un skieur d'exception. Le français écrase la concurrence et s'adjuge le classement général en remportant les trois globes de spécialité. Vainqueur de douze courses sur les dix-sept disputées, Killy devance très largement l'autrichien Heinrich Messner et ses compatriotes Guy Périllat, Léo Lacroix et Georges Mauduit.
La compétition est largement plus disputée chez les femmes entre Nancy Greene, très à l'aise dans les disciplines techniques et Marielle Goitschel, plus polyvalente mais dont le tempérament axé sur une prise de risques plus importante lui fait parfois défaut.
Un élément dont profitera Greene en fin de saison, la Canadienne remportant les trois dernières épreuves, tandis que la Française qui se consolera avec les globes de cristal de la descente et du slalom (ex aequo avec Annie Famose) termine hors du podium de deux d'entre elles alors qu'elle abordait ces épreuves forte d'une avance conséquente, ce qui permet à Greene de remporter la première coupe du monde féminine devant un quatuor tricolore complété outre Goitschel, d'Annie Famose, Isabelle Mir et Florence Steurer.
La France qui confirme, un an après la démonstration des mondiaux chiliens de Portillo, qu'elle est la nation la plus puissante du ski alpin. Que ce soit dans les compétitions masculines où féminines, les talentueux skieurs français remportent vingt-trois épreuves pour cinquante-neuf podiums et sept globes de cristal dont celui du classement général masculin.

## Coupe du monde Hommes

### Messieurs
| N° | Lieu                 | Date            | Épreuve  | Vainqueur         | Deuxième          | Troisième            |
| -- | -------------------- | --------------- | -------- | ----------------- | ----------------- | -------------------- |
| 1  | Berchtesgaden        | 5 janvier 1967  | Slalom   | Heinrich Messner  | Jules Melquiond   | Dumeng Giovanoli     |
| 2  | Berchtesgaden        | 6 janvier 1967  | Géant    | Georges Mauduit   | Léo Lacroix       | Jean-Claude Killy    |
| 3  | Adelboden            | 9 janvier 1967  | Géant    | Jean-Claude Killy | Willy Favre       | Georges Mauduit      |
| 4  | Wengen               | 14 janvier 1967 | Descente | Jean-Claude Killy | Léo Lacroix       | Jean-Daniel Dätwyler |
| 5  | Wengen               | 15 janvier 1967 | Slalom   | Jean-Claude Killy | Heinrich Messner  | Jules Melquiond      |
| 6  | Kitzbühel            | 21 janvier 1967 | Descente | Jean-Claude Killy | Franz Vogler      | Heinrich Messner     |
| 7  | Kitzbühel            | 22 janvier 1967 | Slalom   | Jean-Claude Killy | Bengt-Erik Grahn  | Louis Jauffret       |
| 8  | Megève               | 27 janvier 1967 | Descente | Jean-Claude Killy | Hans-Peter Rohr   | Franz Vogler         |
| 9  | Megève               | 29 janvier 1967 | Slalom   | Guy Périllat      | Jean-Claude Killy | Karl Schranz         |
| 10 | Madonna di Campiglio | 5 février 1967  | Slalom   | Guy Périllat      | Louis Jauffret    | Léo Lacroix          |
| 11 | Sestrières           | 3 mars 1967     | Descente | Jean-Claude Killy | Bernard Orcel     | Guy Périllat         |
| 12 | Franconia            | 10 mars 1967    | Descente | Jean-Claude Killy | Guy Périllat      | Jim Barrows          |
| 13 | Franconia            | 11 mars 1967    | Géant    | Jean-Claude Killy | Jimmy Heuga       | Herbert Huber        |
| 14 | Franconia            | 12 mars 1967    | Slalom   | Jean-Claude Killy | Georges Mauduit   | Dumeng Giovanoli     |
| 15 | Vail                 | 19 mars 1967    | Géant    | Jean-Claude Killy | Jimmy Heuga       | Heinrich Messner     |
| 16 | Jackson Hole         | 25 mars 1967    | Géant    | Jean-Claude Killy | Jimmy Heuga       | Werner Bleiner       |
| 17 | Jackson Hole         | 26 mars 1967    | Slalom   | Herbert Huber     | Georges Mauduit   | Werner Bleiner       |

### Classements

#### Classement général
| Rang | Skieur            | Points |
| ---- | ----------------- | ------ |
| 1.   | Jean-Claude Killy | 225    |
| 2.   | Heinrich Messner  | 114    |
| 3.   | Guy Périllat      | 108    |
| 4.   | Léo Lacroix       | 93     |
| 5.   | Georges Mauduit   | 82     |
| 6.   | Jimmy Heuga       | 70     |
| 7.   | Karl Schranz      | 62     |
| 8.   | Herbert Huber     | 58     |
| 9.   | Werner Bleiner    | 48     |
| 10.  | Dumeng Giovanoli  | 46     |

| Rang | Skieur               | Points |
| ---- | -------------------- | ------ |
| 10.  | Louis Jauffret       | 46     |
| 10.  | Jules Melquiond      | 46     |
| 13.  | Gerhard Nenning      | 44     |
| 14.  | Franz Vogler         | 36     |
| 15.  | Scott Henderson      | 32     |
| 16.  | Bernard Orcel        | 30     |
| 17.  | Egon Zimmermann      | 23     |
| 18.  | Jean-Daniel Dätwyler | 22     |
| 18.  | Ivo Malknecht        | 22     |
| 20.  | Willy Favre          | 20     |
| 20.  | Bengt-Erik Grahn     | 20     |

#### Descente
| Rang | Nom                              | Points |
| 1    | Jean-Claude Killy                | 75     |
| 2    | Guy Périllat                     | 37     |
| 3    | Franz Vogler                     | 36     |
| 4    | Gerhard Nenning                  | 33     |
| 5    | Heinrich Messner Hans-Peter Rohr | 31     |

#### Géant
| Rang | Nom               | Points |
| 1    | Jean-Claude Killy | 75     |
| 2    | Georges Mauduit   | 60     |
| 3    | Jimmy Heuga       | 42     |
| 4    | Léo Lacroix       | 39     |
| 5    | Heinrich Messner  | 32     |

#### Slalom
| Rang | Nom                            | Points |
| 1    | Jean-Claude Killy              | 75     |
| 2    | Guy Périllat                   | 58     |
| 3    | Heinrich Messner               | 51     |
| 4    | Louis Jauffret Jules Melquiond | 46     |

## Coupe du monde Femmes

### Résultats
| Date                 | Lieu                        | Discipline | Vainqueur                          |
| 7 janvier 1967       | Oberstaufen                 | Slalom     | Nancy Greene                       |
| 8 janvier 1967       | Oberstaufen                 | Géant      | Nancy Greene                       |
| 10 janvier 1967      | Grindelwald                 | Slalom     | Annie Famose                       |
| 11 janvier 1967      | Grindelwald                 | Géant      | Nancy Greene                       |
| 13 janvier 1967      | Grindelwald                 | Descente   | Nancy Greene                       |
| 18 janvier 1967      | Schruns                     | Descente   | Marielle Goitschel                 |
| 19 janvier 1967      | Schruns                     | Slalom     | Marielle Goitschel                 |
| 26 janvier 1967      | Saint-Gervais               | Slalom     | Annie Famose                       |
| 27 & 28 janvier 1967 | Saint-Gervais               | Géant      | Erik Schinegger                    |
| 1er février 1967     | Monte Bondone               | Slalom     | Burgl Färbinger                    |
| 3 mars 1967          | Sestrières Arlberg-Kandahar | Descente   | Marielle Goitschel Giustina Demetz |
| 10 mars 1967         | Franconia                   | Descente   | Isabelle Mir                       |
| 11 mars 1967         | Franconia                   | Géant      | Christine Goitschel                |
| 12 mars 1967         | Franconia                   | Slalom     | Marielle Goitschel                 |
| 19 mars 1967         | Vail                        | Géant      | Nancy Greene                       |
| 24 & 25 mars 1967    | Jackson Hole                | Géant      | Nancy Greene                       |
| 26 mars 1967         | Jackson Hole                | Slalom     | Nancy Greene                       |

### Classements

#### Classement général
| Rang | Nom                           | Points |
| 1    | Nancy Greene                  | 176    |
| 2    | Marielle Goitschel            | 172    |
| 3    | Annie Famose                  | 158    |
| 4    | Isabelle Mir                  | 115    |
| 5    | Florence Steurer              | 114    |
| 6    | Erika Schinegger              | 100    |
| 7    | Traudl Hecher Burgl Färbinger | 65     |
| 9    | Giustina Demetz               | 64     |
| 10   | Christine Goitschel           | 48     |

#### Descente
| Rang | Nom                | Points |
| 1    | Marielle Goitschel | 56     |
| 2    | Isabelle Mir       | 47     |
| 3    | Giustina Demetz    | 42     |
| 4    | Erika Schinegger   | 40     |
| 5    | Annie Famose       | 38     |

#### Géant
| Rang | Nom                | Points |
| 1    | Nancy Greene       | 75     |
| 2    | Erika Schinegger   | 65     |
| 3    | Annie Famose       | 50     |
| 4    | Marielle Goitschel | 46     |
| 5    | Florence Steurer   | 39     |

#### Slalom
| Rang | Nom                             | Points |
| 1    | Marielle Goitschel Annie Famose | 70     |
| 3    | Nancy Greene                    | 65     |
| 4    | Isabelle Mir                    | 46     |
| 4    | Florence Steurer                | 41     |